# UFC 266
UFC 266: Volkanovski vs. Ortega foi um evento de artes marciais mistas produzido pelo Ultimate Fighting Championship e que aconteceu no dia 25 de setembro de 2021, na T-Mobile Arena em Las Vegas, nos Estados Unidos.

## História
Após hiato de um ano, a organização anunciou a volta da semana internacional da luta, que ocorreu em Las Vegas.
Uma luta pelo cinturão meio pesado entre Jan Błachowicz e Glover Teixeira era esperada para ocorrer neste evento. Entretanto, a luta foi adiada para o UFC 267.

## Resultados
1. ↑  Pelo Cinturão Pena do UFC.
2. ↑  Pelo Cinturão Peso Palha Feminino do UFC.